# Craterocapsa insizwae
Craterocapsa insizwae là loài thực vật có hoa trong họ Hoa chuông. Loài này được (Zahlbr.) Hilliard & B.L.Burtt mô tả khoa học đầu tiên năm 1973.